# Castro (La Estrada)

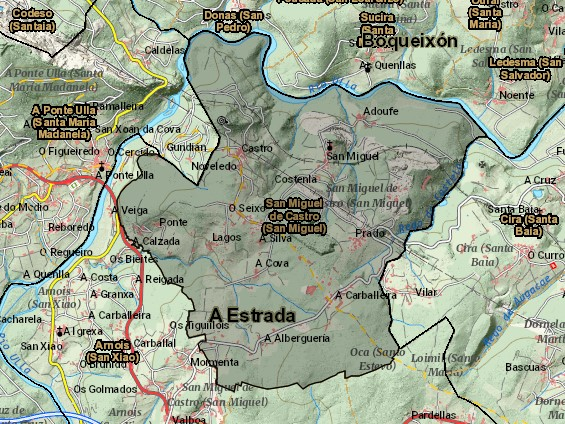
Mapa de la parroquia estradense de San Miguel de Castro

San Miguel de Castro es una parroquia situada al noreste del Ayuntamiento de La Estrada, en la provincia de Pontevedra, comunidad autónoma de Galicia, España. Limita con las parroquias estradenses de Arnois, Oca, y Loimil, con la silledense de Cira, y con la vedrense de Puente Ulla. Castro cuenta con 13 entidades de población, además de recibir este nombre del asentamiento del mismo nombre de la época celta. Aunque pertenece a la comarca de Tabeirós-Terra de Montes, Castro está más relacionado con la comarca natural de Ulla.
| Geografía              | Geografía                   |
| ---------------------- | --------------------------- |
| País                   | España                      |
| Comunidad autónoma     | Galicia                     |
| Provincia              | Pontevedra                  |
| Comarca                | Tabeirós - Tierra de Montes |
| Ayuntamiento           | La Estrada                  |
| Demografía             |                             |
| Población acual        | 254 habitantes              |
| Ámbito Eclesiástico    |                             |
| Provincia Eclesiástica | Santiago de Compostela      |
| Diócesis               | Santiago de Compostela      |
| Arciprestazgo          | La Estrada                  |
| Patronazgo             | San Miguel Arcángel         |
| Estatus                | Parroquia Matriz            |
| Anexos                 | Santa Eulalia de Cira       |

## Patrimonio
San Miguel de Castro cuenta con un gran patrimonio, arquitectónico, cultural y natural. 
- Iglesia parroquial
- Capilla de Nuestra Señora de las Angustias
- Mirador y yacimiento del Castro
- Crucero del cementerio
- Crucero de "A Carballeira"
- Molinos
- Camino Real o Vía de la Plata
- Fuentes de Adoufe, dos Carballiños, da Alberguería, de Prado y de San Miguel
- Hórrea de Prado

### Iglesia parroquial

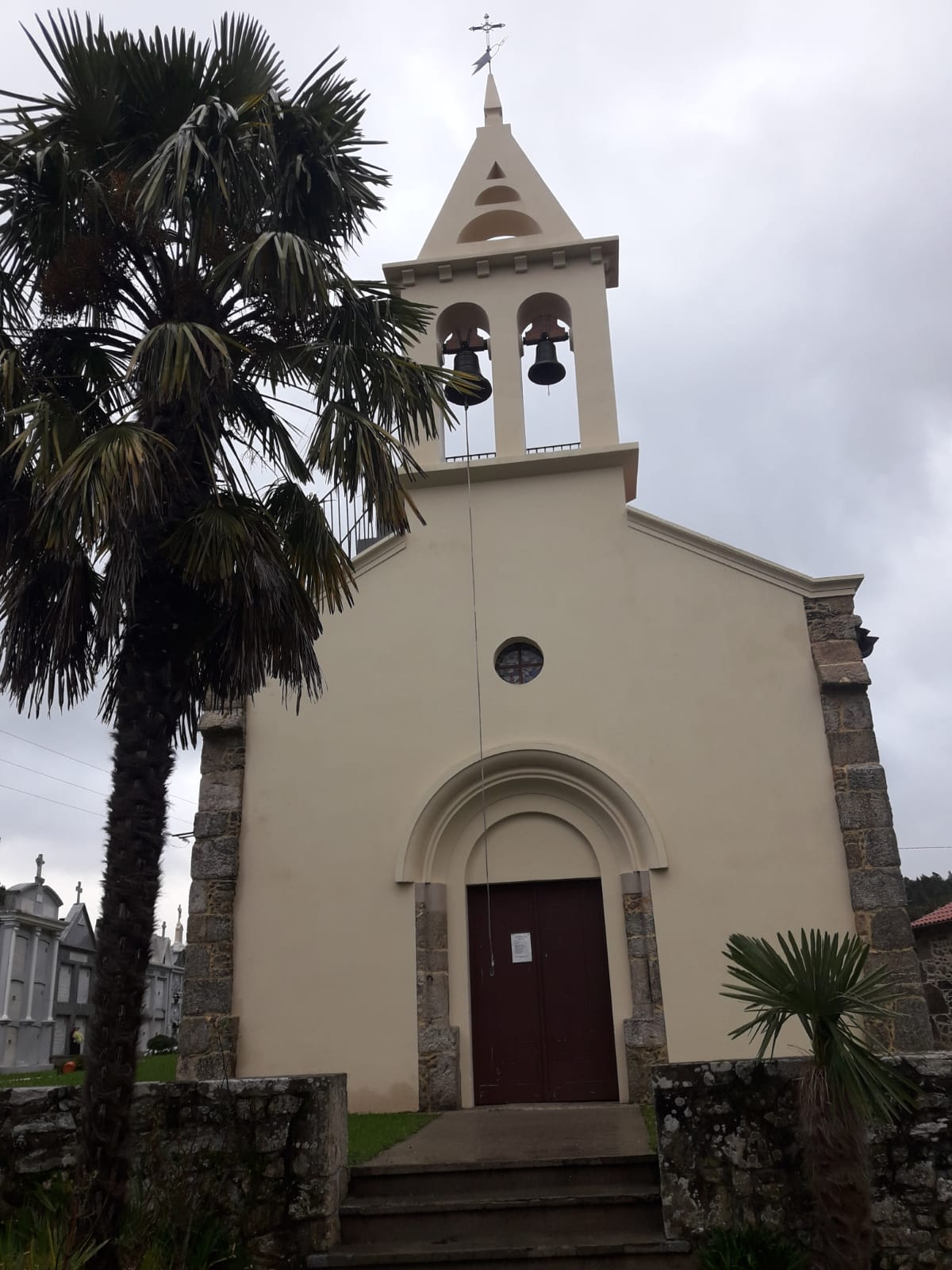
Fachada principal Iglesia Parroquial de San Miguel de CastroIglesia parroquial de San Miguel de Castro

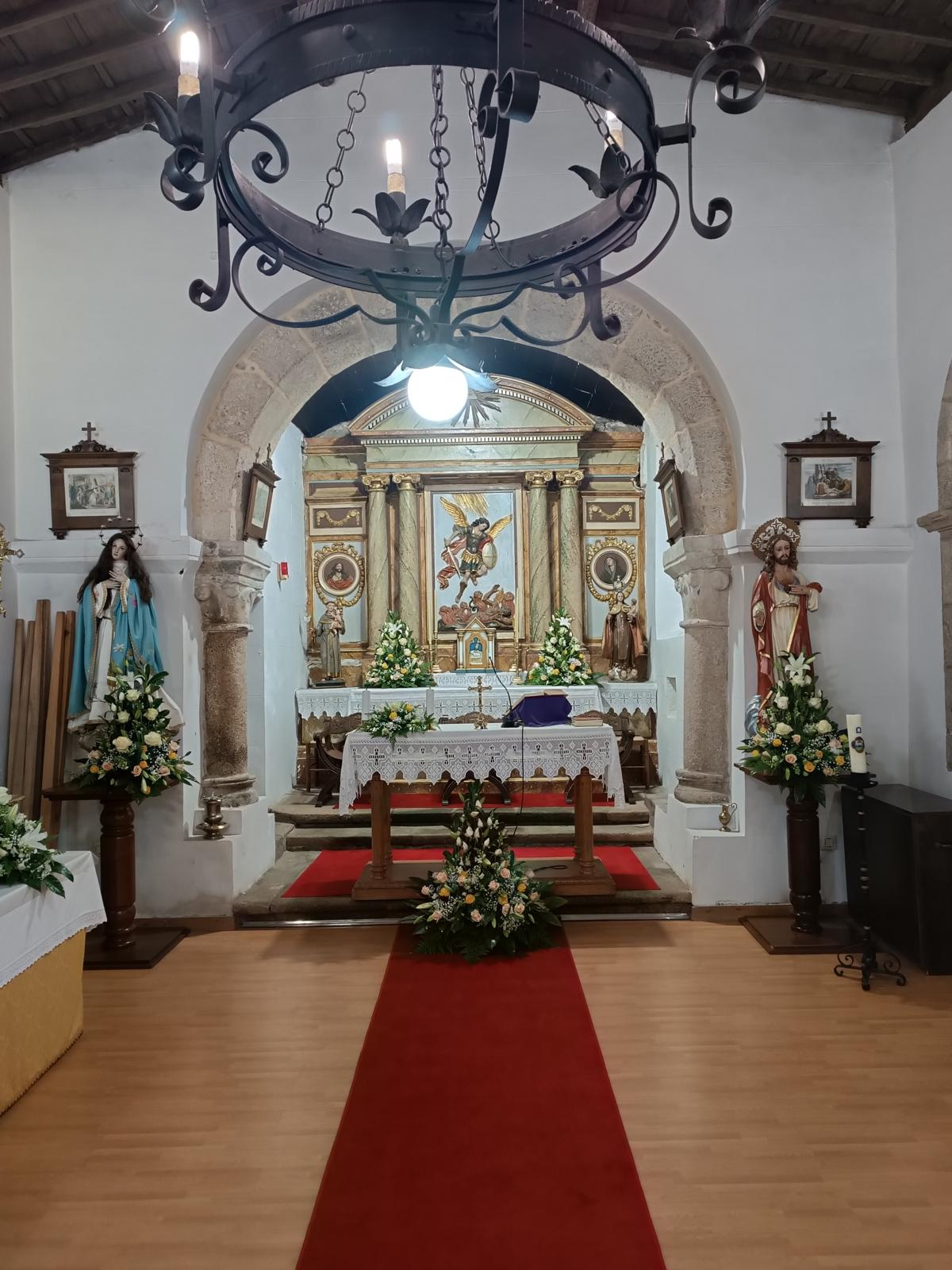
Interior Iglesia Parroquial San Miguel

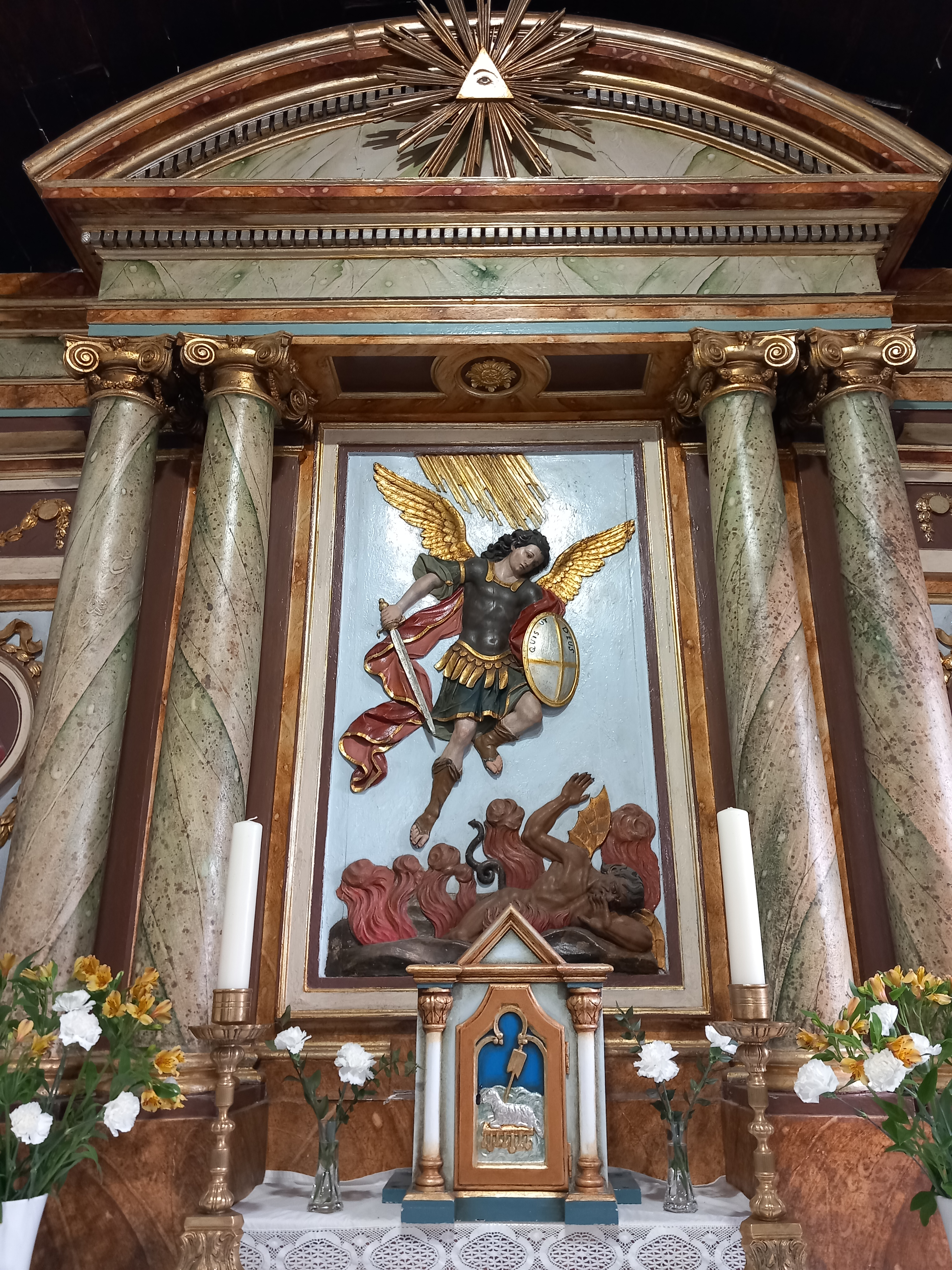
Retablo mayor de la iglesia parroquial

Situada en una elevación del valle (Iglesario) que une el Castro con los Penedos da Bugalleira, es una de las iglesias más antiguas de la archidiócesis de Compostela, estimándose su origen en el s. VII o s. VIII, aunque la primera información escrita que tenemos de ella data del 910 en una donación que hace el obispo Sisnando. De este mismo templo se tienen registros en una donación que hizo la reina Doña Urraca a la iglesia de Santiago en el año 1115. 
La iglesia es de planta rectangular con ábside de la misma forma. Separa estos dos espacios un arco triunfal del que destacan sus capiteles tallados con motivos vegetales. Anexa al presbiterio por el lado norte, encontramos una sacristía de pequeñas dimensiones, en la que se aprecian cuatro canecillos del ábside, que en su fachada sur se conservan otros dos canecillos. En el lado del evangelio de la nave central, hay un altar en la piedra, en sus inicios dedicado a la Virgen del Socorro, actualmente alberga al Santo Cristo del s.XVIII. En esta iglesia hay dos vanos románicos, uno en la cabecera, tapado por el retablo mayor, y otro en la fachada norte del cuerpo central. En la cara sur se abre una puerta bajo una apertura que ilumina el templo y en el ábside otra apertura de más dimensiones para abastecer de luz el presbiterio. La reforma más destacable que sufrió el templo fue a principios del siglo XX cuando se rehizo la fachada y se amplió longitudinalmente la nave, y se añadió también una tribuna. Se sabe que la fachada anterior (románica original) tenía una pequeña puerta y estaba unos dos metros más atrás que la actual, quedando la pila bautismal en el exterior del edificio. La espadaña actual consta de dos arcos de medio punto para las campanas, y remata en tres pináculos piramidales.
A pesar de las numerosas intervenciones, conserva un estilo románico muy marcado, y un trazado bizantino. En esta iglesia se encontraron en 1904 unas pinturas murales que representaban la vida, pasión y muerte de Jesús, estas datan del siglo XVI, cubrían el presbiterio y parte de la nave. El historiador y sacerdote Don Antonio López Ferreiro habla así de estas pinturas en su obra Historia de la S. A. M. Iglesia de Santiago de Compostela (Tomo VII)
"El pintor Francisco López, bajo la dirección de Maestre Fadrique, decoró con hermosas pinturas ejecutadas á lo romano la sala grande del cuarto nuevo que por entonces se hacía en el Palacio Arzobispal. Más interesantes eran indudablemente, al menos desde el punto de vista iconográfico, los frescos con que poco tiempo después fué decorada la vetustísima iglesia rural de San Miguel de Castro, á unas cuatro leguas al Sur de Santiago. Los muros de esta pequeña iglesia, de estructura completamente bizantina, tal cual se usaba en los siglos VI y VII, se hallaban en su totalidad cubiertos de pinturas recientemente descubiertas por su celoso Párroco Sr. Couto Ortigueira. En estos inestimables cuadros se veía á lo vivo representada toda la vida, pasión y muerte de Nuestro Señor Jesucristo. Era la Biblia puesta á la vista y al alcance de los rudos montañeses de aquella comarca. Cada lienzo del cuerpo de la iglesia, que interiormente sólo tiene 9:90m de largo, está dividido en sentido horizontal en dos zonas. La zona inferior consta en cada lienzo de cinco cuadros separados por pilastras simuladas de unos 31 centímetros de ancho, adornadas en su neto de grotescos. Cada cuadro tiene de alto l‘30m por l‘75m de ancho. En el lienzo de la izquierda el primer cuadro comenzando por la puerta aún se hallaba cubierto cuando en Mayo del corriente año hemos visitado dicha iglesia; en el segundo estaba representada la Cena; en el tercero la prisión del Señor; en el cuarto el Señor ante Herodes; y en el quinto el Señor conduciendo la Cruz. El lienzo de la derecha aun estaba por descubrir, pero es de suponer que enla zona inferior contuviese otros cinco cuadros representando la Anunciación, la Adoración de los Pastores y de los Reyes, la Huida á Egipto y otras escenas semejantes. De la zona superior sólo se han descubierto en el lado izquierdo algunas figuras de mayor tamaño que las de abajo. Quizás estén representadas escenas del Antiguo Testamento. Entre las dos, corre a manera de un friso, en el que se ve una larga inscripción en caracteres romanos de muy difícil lectura por sus innumerables nexos y más aún por lo deteriorado de las pinturas. Unos treinta cuadros próximamente decoraban, pues, toda la iglesia. A los lados del arco triunfal, en el del Evangelio aún se admira la Crucifixión, y en el opuesto el Descendimiento. En las paredes del ábside, de planta casi cuadrada de unos tres metros y medio por lado, estaba representado el Colegio Apostólico, y en el muro del fondo quizás la Resurrección ó la Ascensión del Señor. Tabla de los colores: Ocre rojo y amarillo; rosa para las encarnaciones; negro humo; y blanco. Perfiles gruesos y cárdenos para acusar los miembros y el modelado de las figuras. Parecen estos frescos de hacia el año 1530."

Este templo cuenta con un retablo de estilo neoclásico del s.XVIII presidido por un relieve de San Miguel Arcángel, a los lados hay un relieve de la Virgen María (derecha), y un relieve de Jesús (izquierda). En la actualidad, el interior del templo presenta las paredes encaladas y estas pinturas no se conservan. También se conserva una pila bautismal de gran valor artístico, y antiguamente otra más pequeña que se encontraba en el exterior, pero que fue robada hace años.

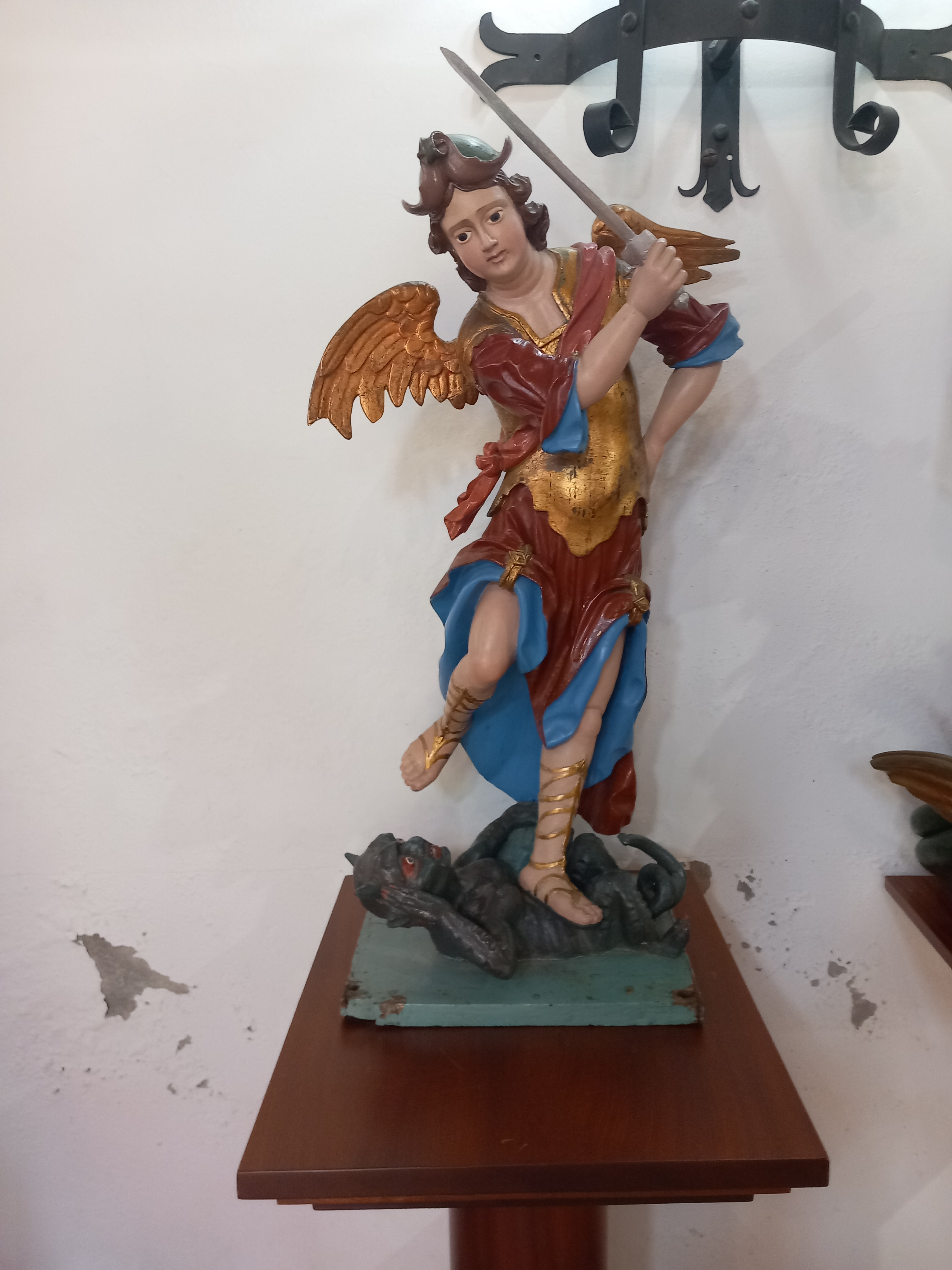
San Miguel Arcángel (imagen)
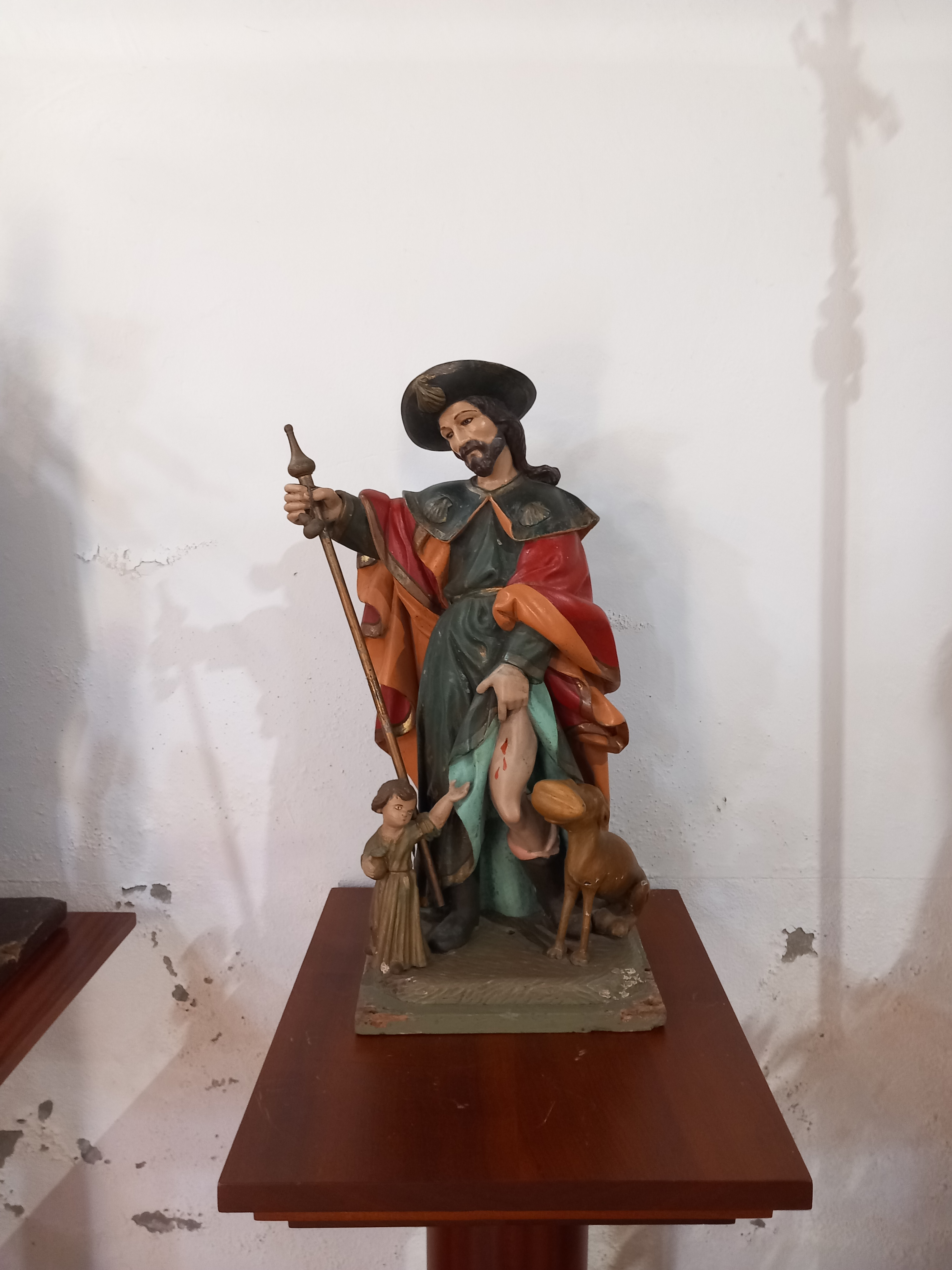
San Roque
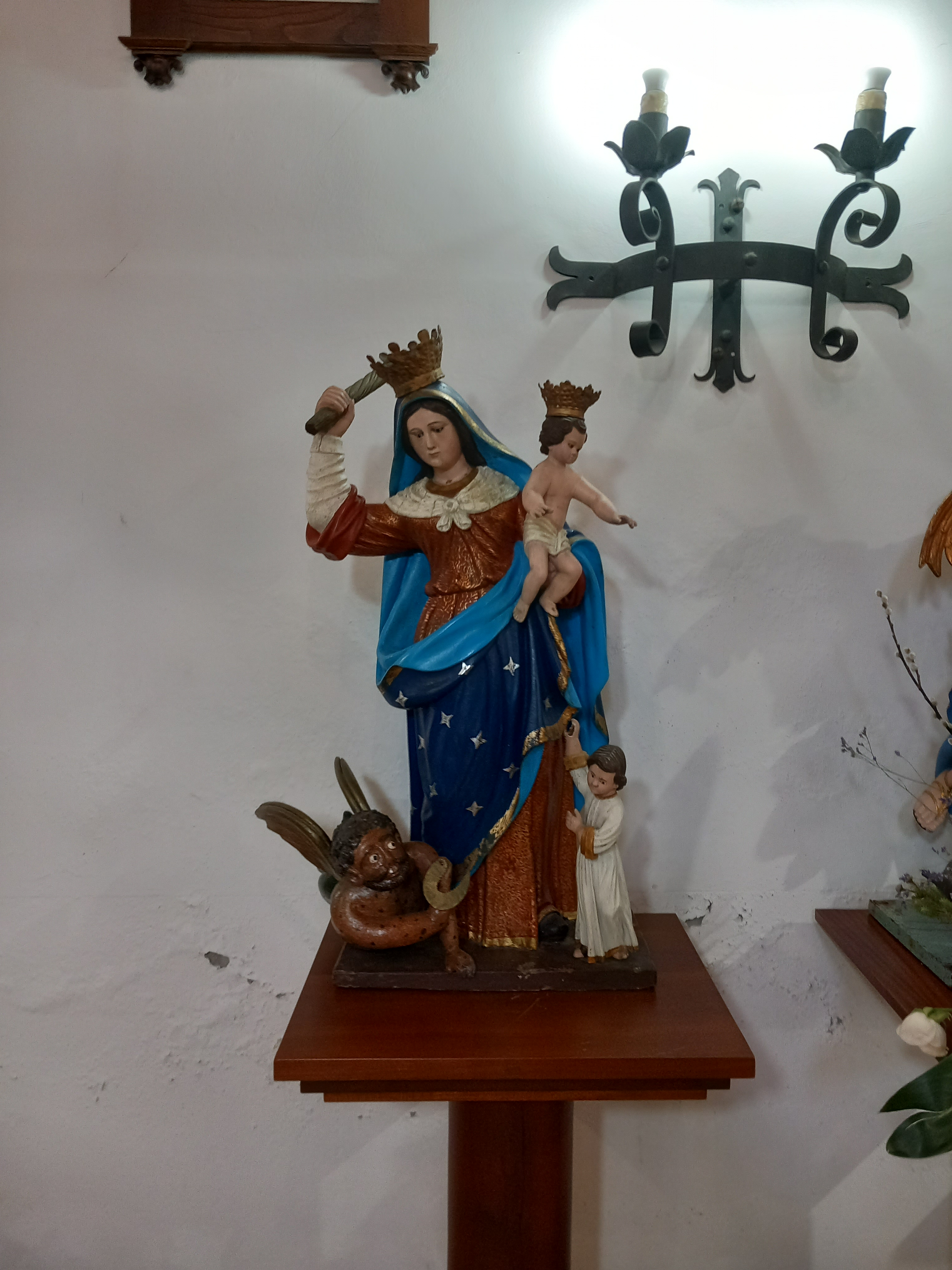
Virgen del Socorro
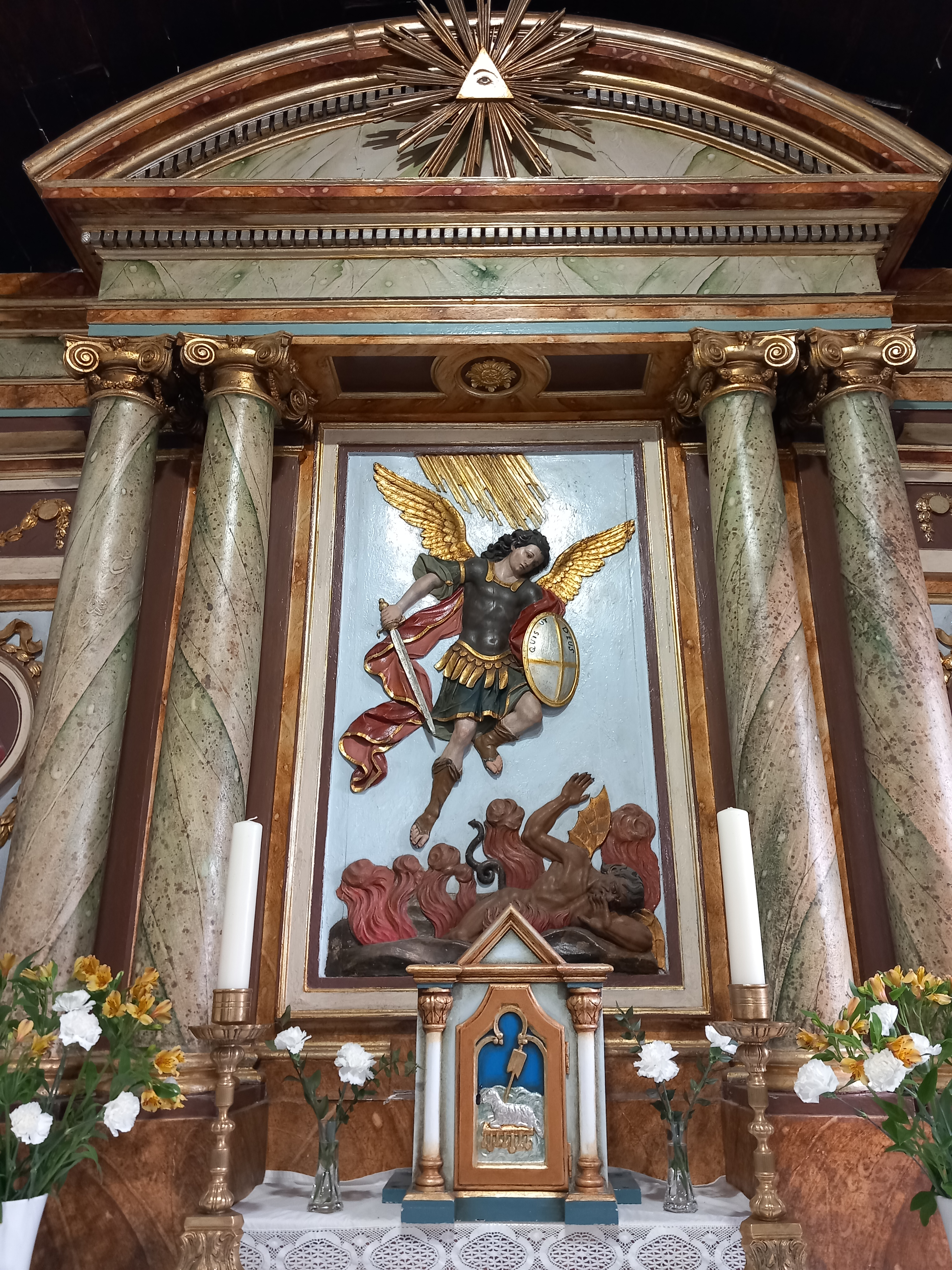
San Miguel Arcángel (relieve)
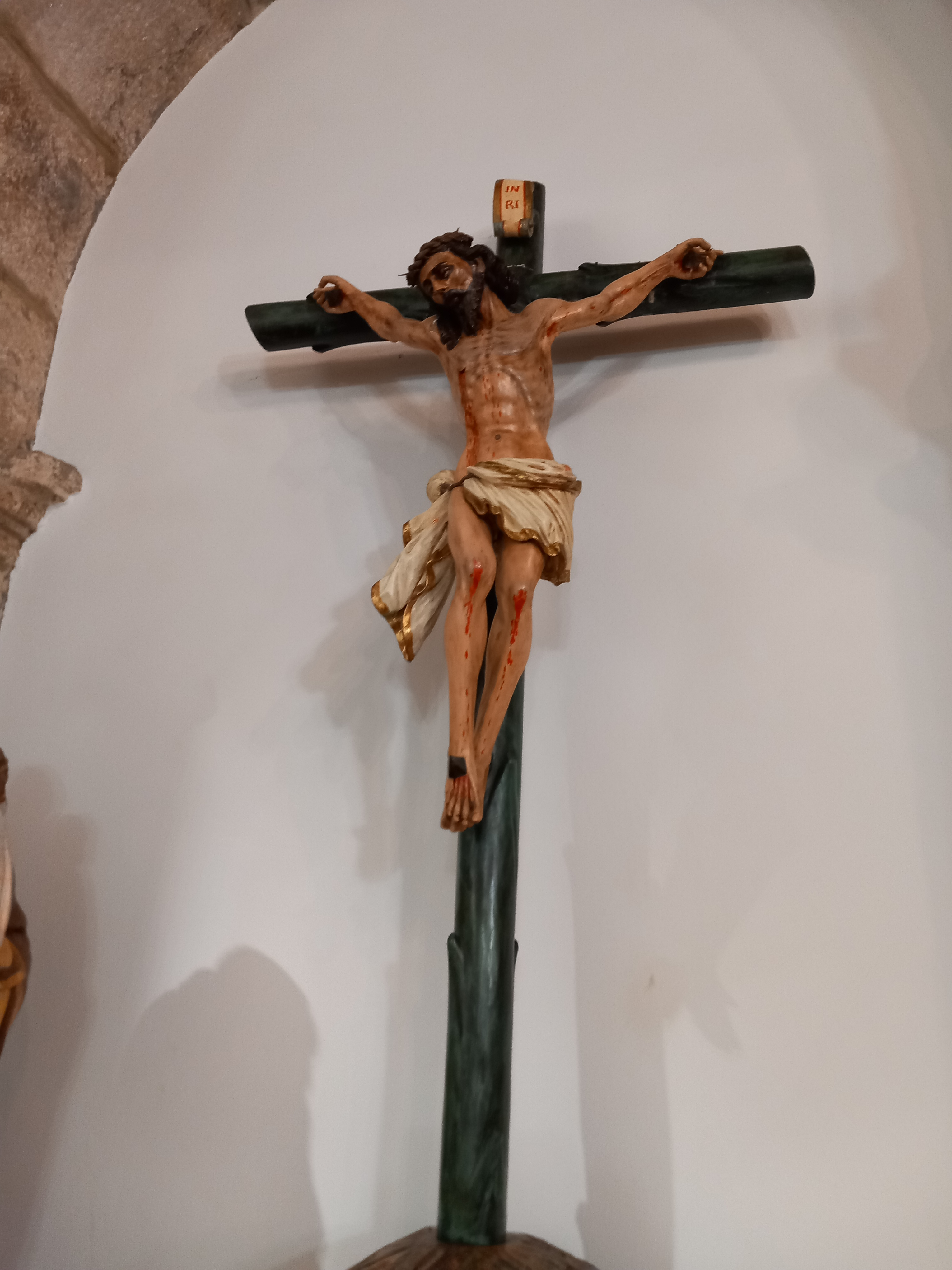
Santísimo Cristo Crucificado
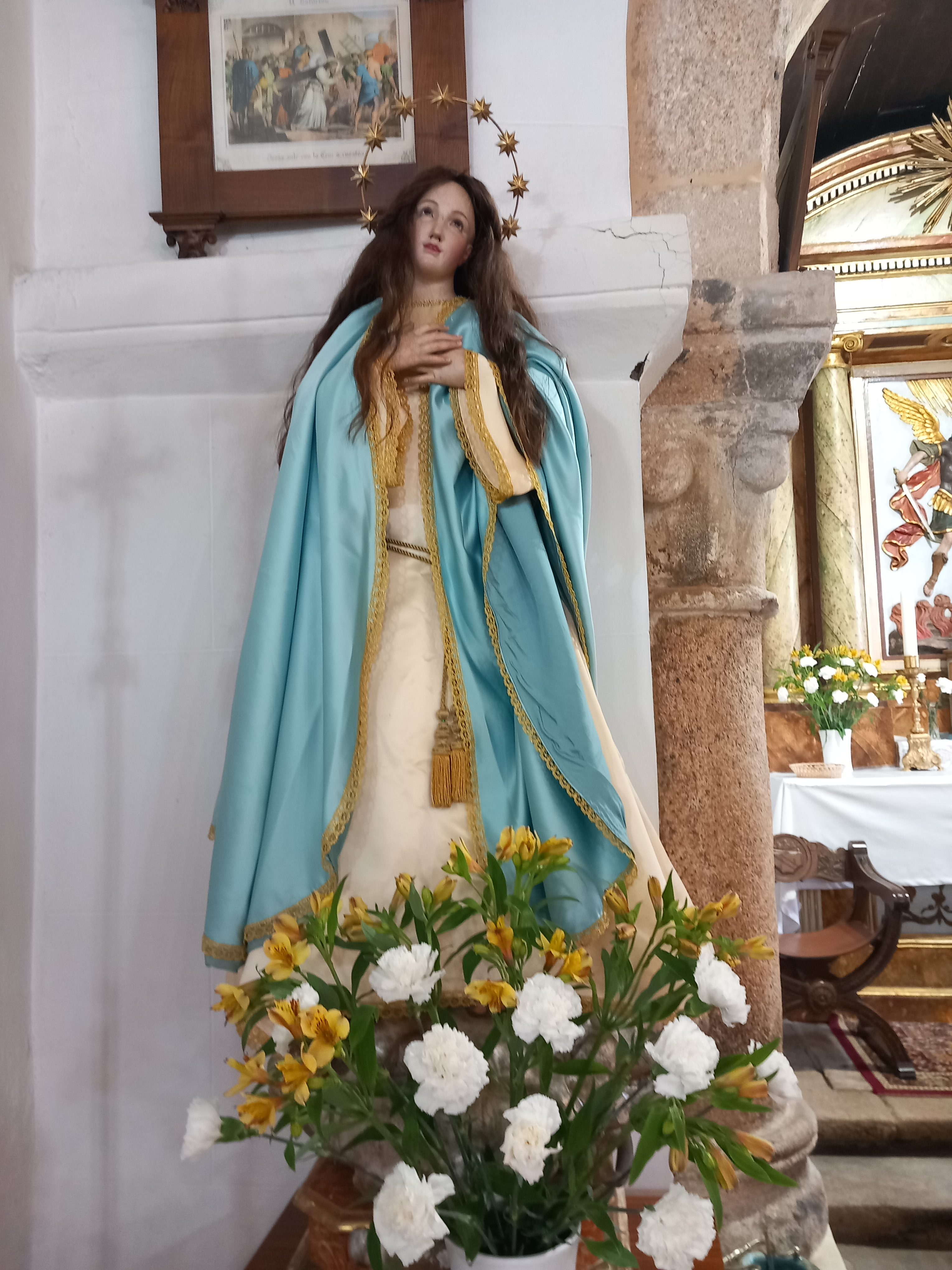
Inmaculada Concepción de María
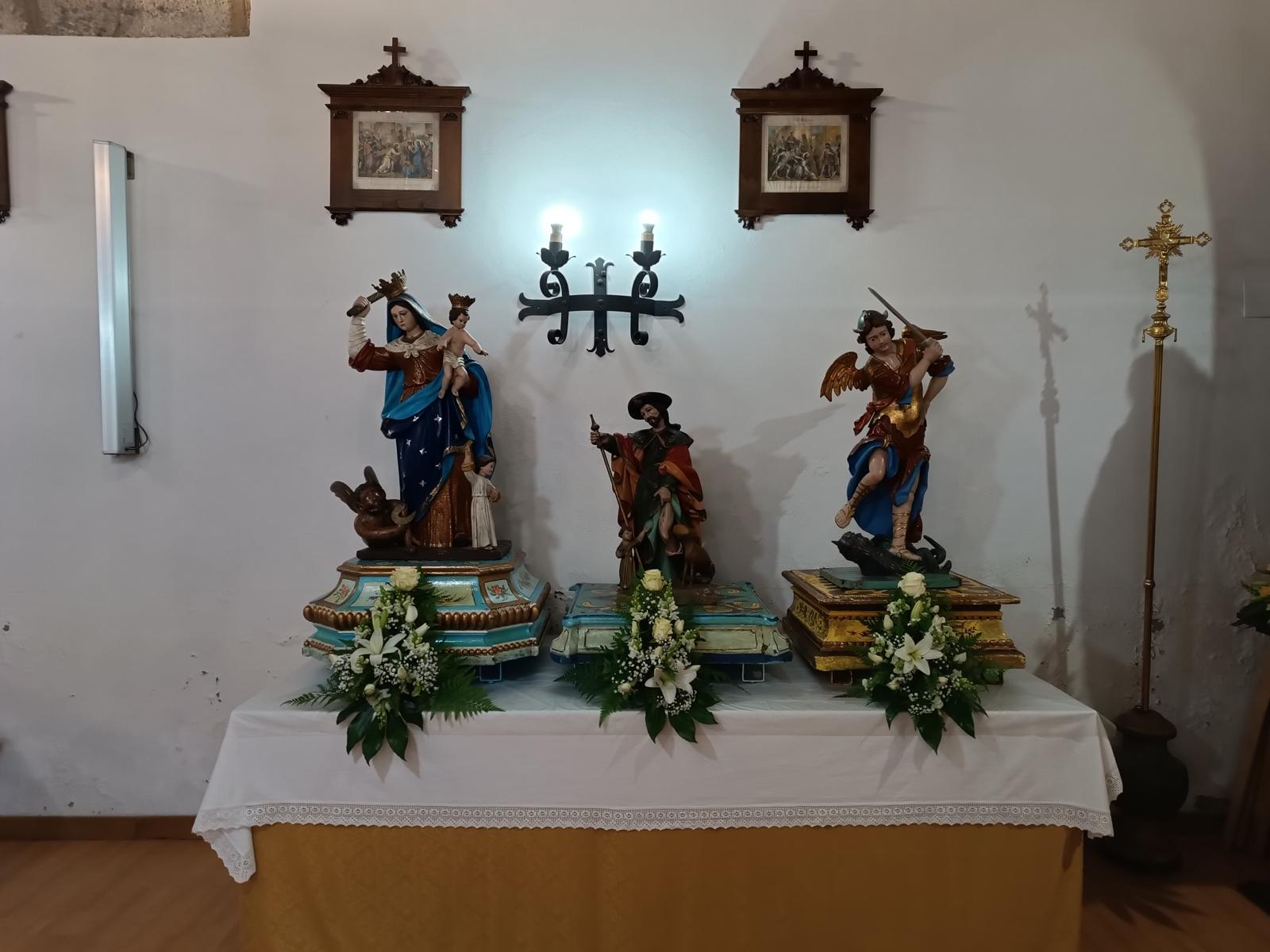
Santos

### Capilla de Nuestra Señora de las Angustias

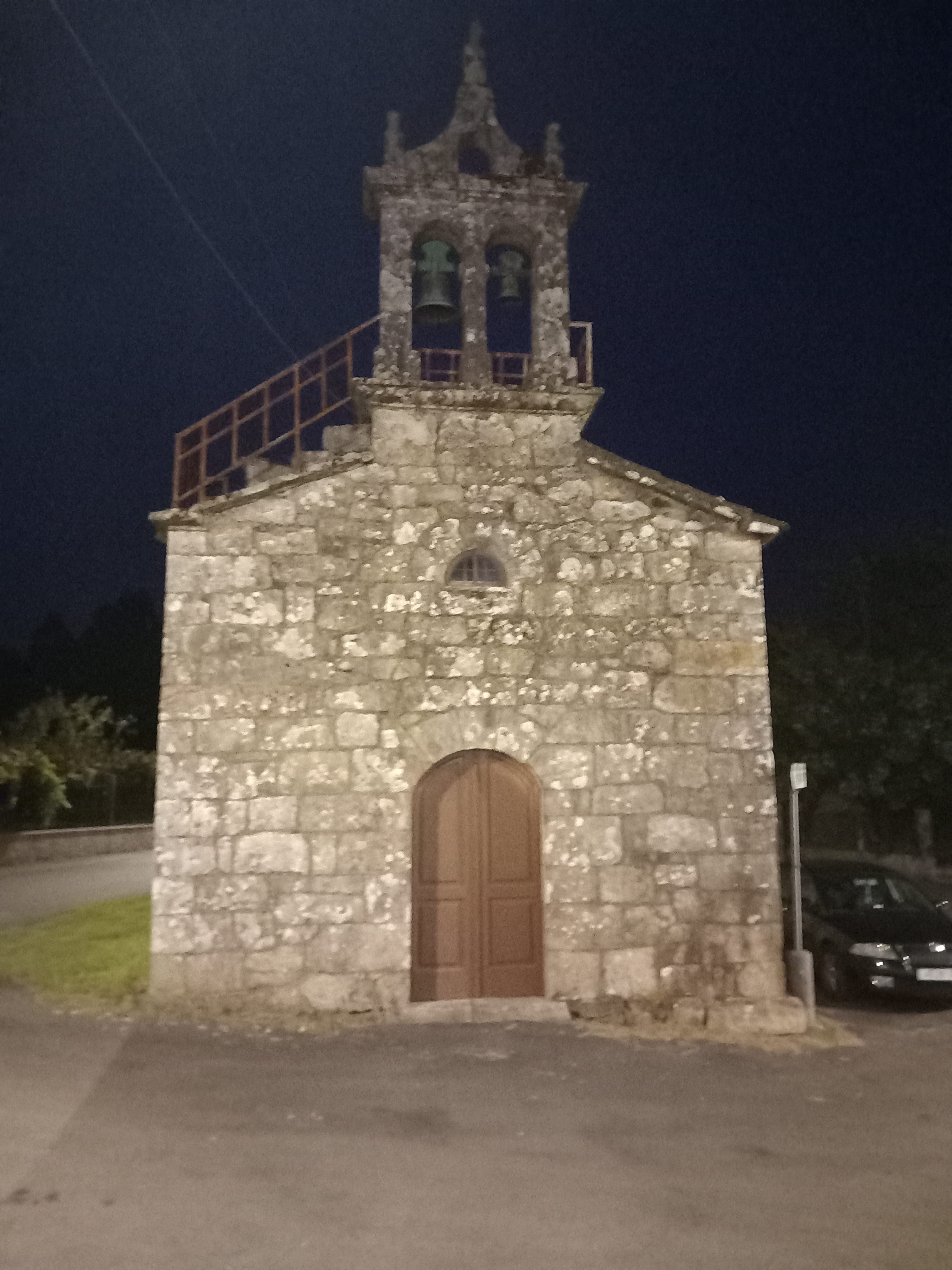
Capilla de las Angustias

La capilla de Nuestra Señora de las Angustias está situada en el centro de la parroquia, junto al centro social y Campo da Festa, en el lugar de Seixo. De planta irregular, fachada tradicional a dos aguas y tejado a dos aguas, la capilla data del año 1880, se sabe que anteriormente estuvo ubicada en el solar de la Posada (Lugar de la Alberguería), donde se construyó para albergar (de ahí procede el nombre del lugar) a los peregrinos que recorrían la Vía e la Plata. Estaba dedicada a Santiago Apóstol, y en el lugar aún se conserva una fuente. Fue en el año 1880 que se trasladó a su ubicación actual. Se cree que la fachada es similar a la anterior, salvo la espadaña que dataría del s. XIX
En los muros de mampostería se abren tres puertas, la primera es la principal, bajo arco de medio punto, la segunda en mitad de la nave, tiene la función de puerta lateral. el tercero en la sacristía, que está adosado al templo por su parte posterior. También vemos tres huecos o ventanas, con una disposición muy similar a la de las puertas.
La imagen original de la Virgen de las Angustias podría estar hecha con el retablo de la antigua ermita, ya que es de madera maciza. La capilla cuenta con otra imagen del s.XIX más grande en dimensiones y con un acabado más pulcro. 
El retablo de esta capilla tiene tres aperturas en las que están: (a la izquierda) San Alberto de Sicilia, (a la derecha) San Franco de Siena, y en el centro la imagen de Nuestra Señora. La imagen original descansa en una hornacina en el lado de la epístola. Esta capilla fue en su totalidad sufragada por devotos y vecinos en el extranjero que aportaron tanto capital como elementos litúrigicos (pendón, retablo, estandarte, cruz, ...)

La Virgen de las Angustias es la celebración más importante de la parroquia, por lo que nueve días antes al domingo de la fiesta, se le ofrece a esta santa una novena. Además es la protectora de las parturientas, en tiempos remotos su manto era llevado y depositado en el vientre de la madre para que todo saliese bien. Otra celebración que acoge esta capilla es la de San Alberto de Sicilia, que se celebra el 7 de agosto, fue un religioso carmelita conocido por sus obras de caridad y sus milagros. Este santo es el avogoso de la "sorte do millo", era a él a quien se le encomendaban los agricultores que le pedían para que las cosechas de maíz fuesen productivas.

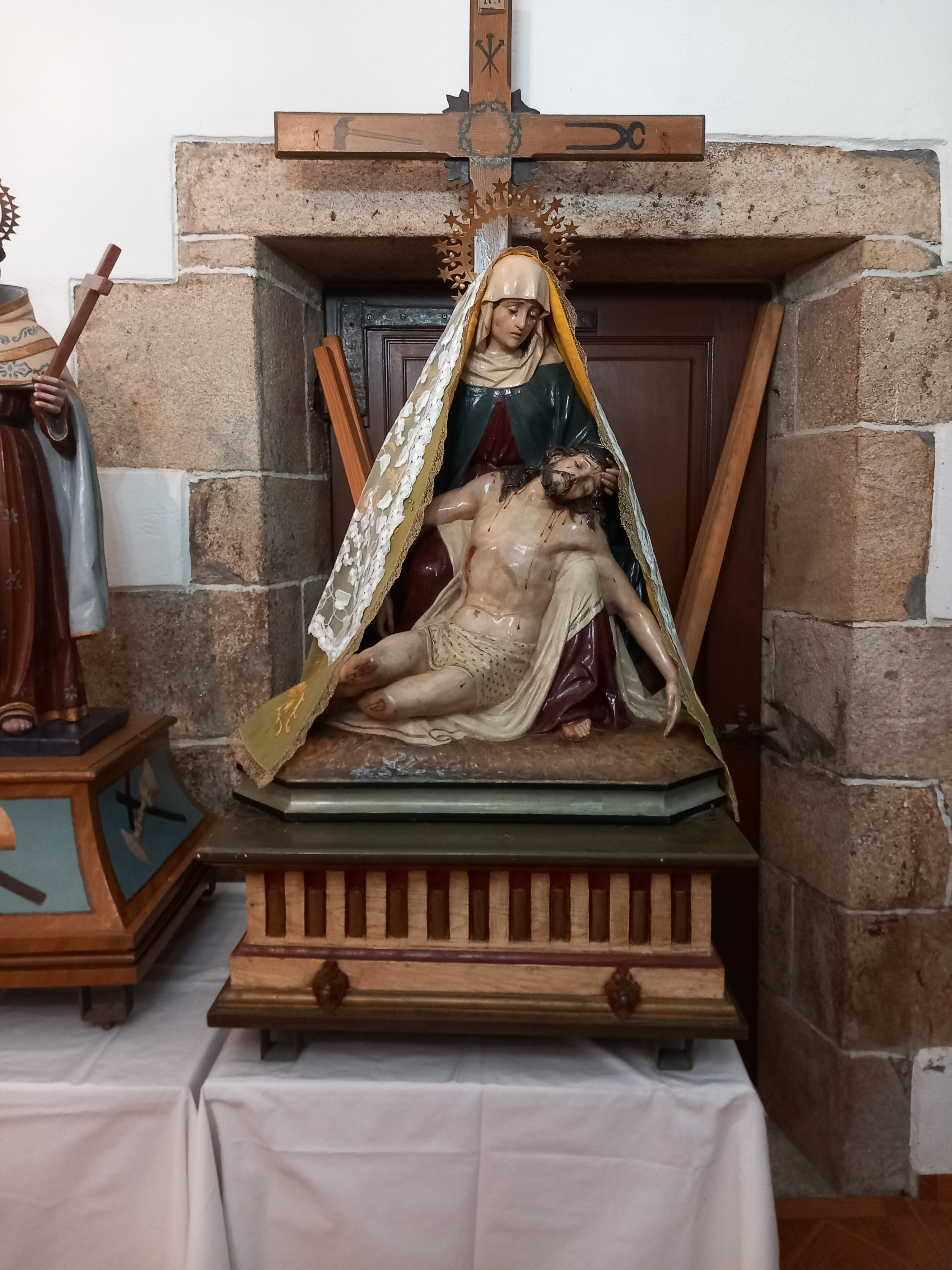
Santísima Virgen de las Angusitas
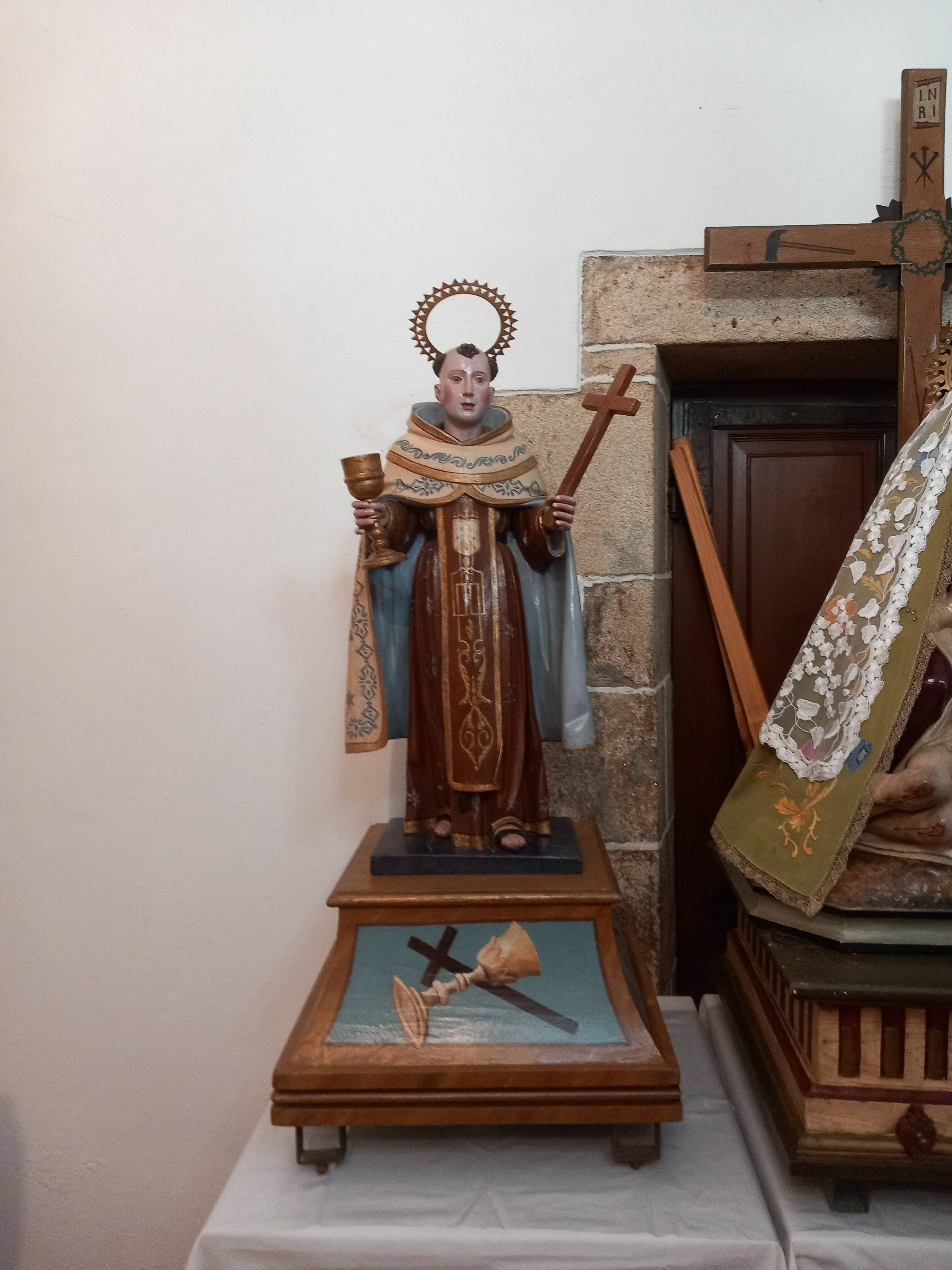
San Alberto de Sicilia
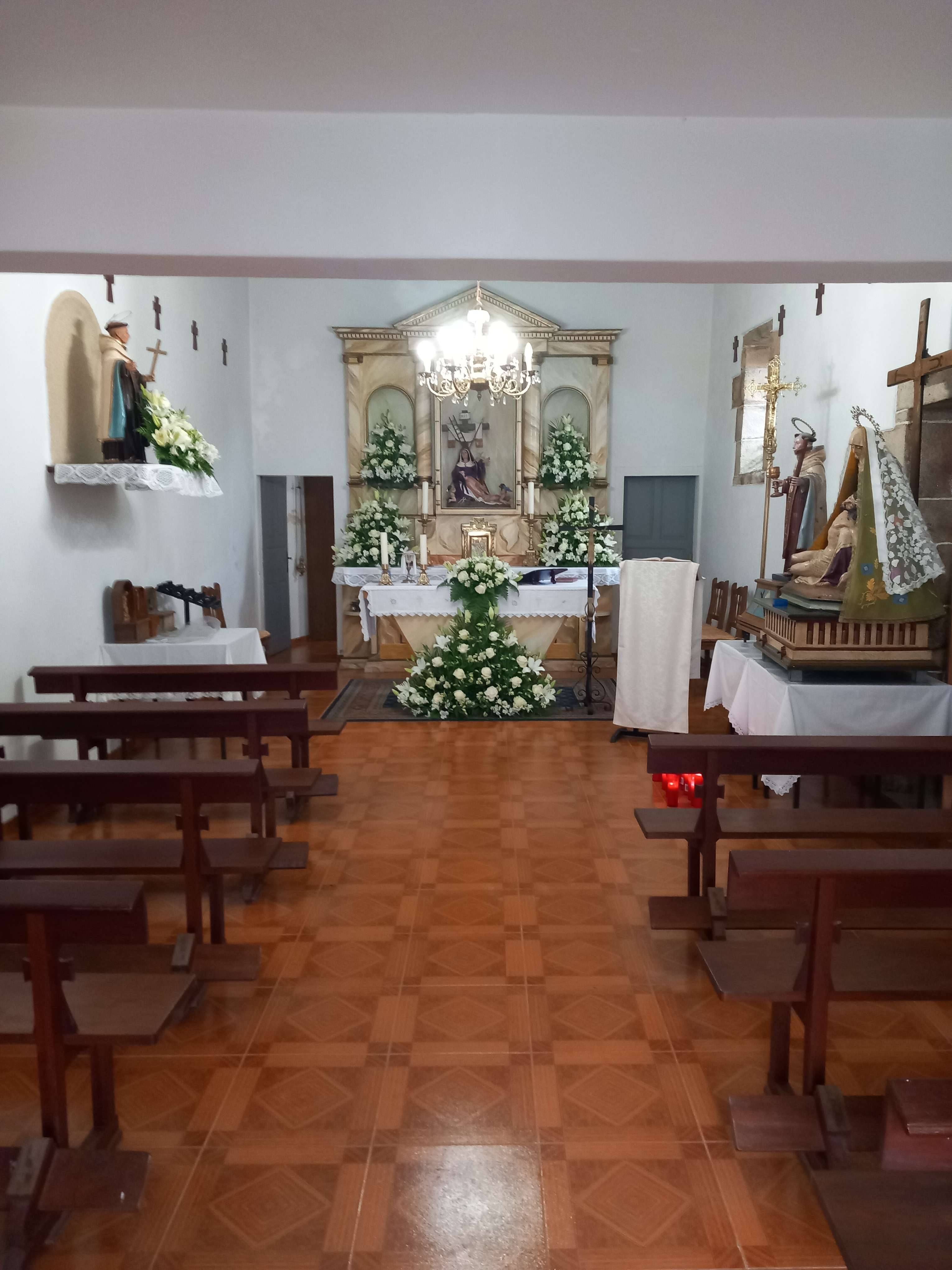
Interior capilla
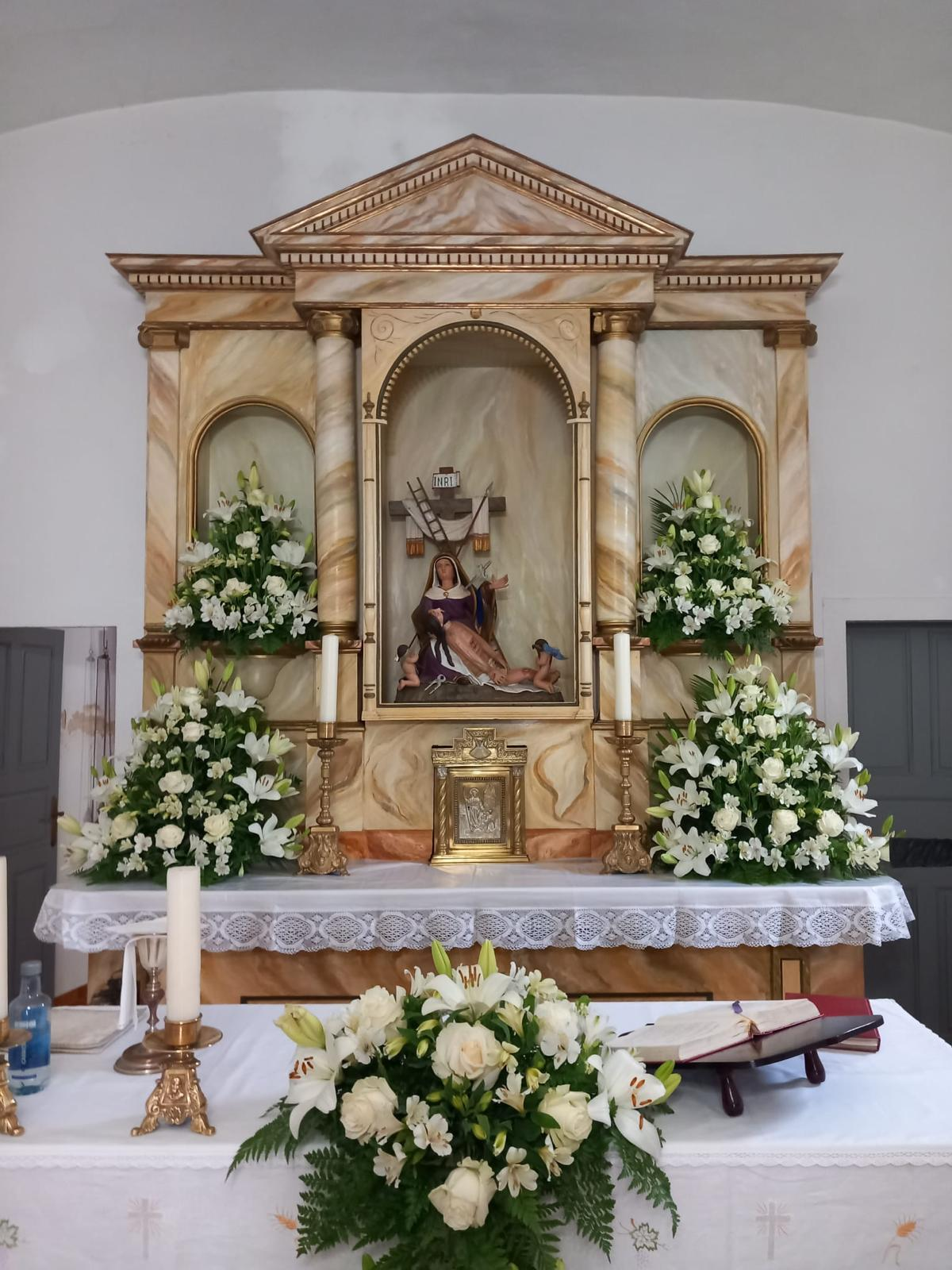
Retablo capilla
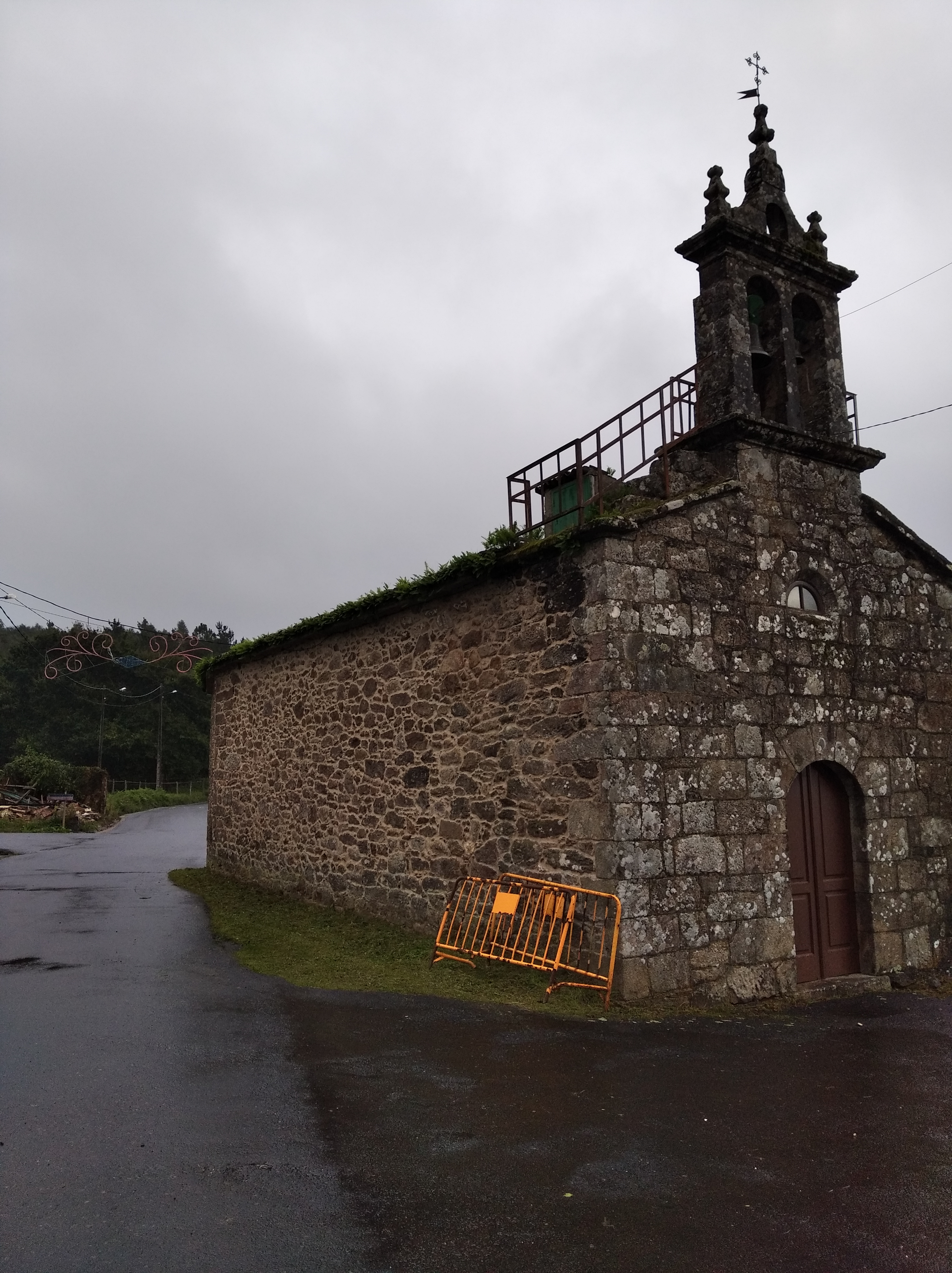
Lateral capilla

### Camino Real
Transcurre por la feligresía de Castro el Camino Sanabrés (variante más usual de la Vía de la Plata). Ingresa en la parroquia por el sudeste, para atravesarla transversalmente para salir por el noroeste hacia el Gundián, para así cruzar a Puente Ulla. Pasa por los lugares de A Carballeira, Seixo, y Castro. En la ruta se encuentran distintas fuentes, así como la capilla de las Angustias o el Monte del Castro a los pies del camino.

### Couto de Castro

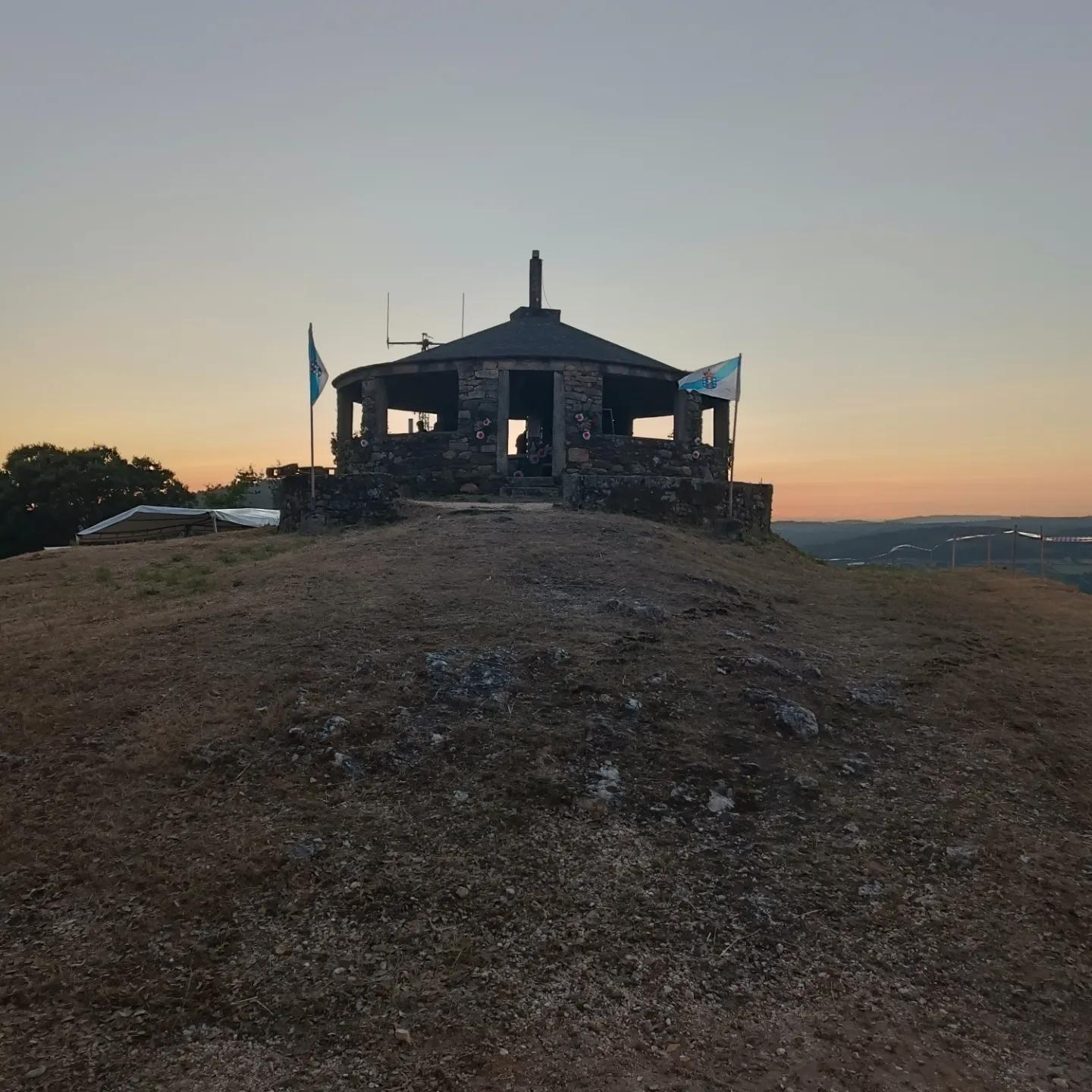
Castro

El Coto de Castro, es quizás el lugar más emblemático de la parroquia, se trata de una elevación de unos 276 metros, que tiene una pendiente pronunciada hacia el río, formando el estrecho de San Xoán da Cova. Se piensa que allí arriba existió un asentamiento castrejo, esto se sabe gracias a las investigaciones tras encontrar allí cerámicas de gran valor histórico.
Allá por el año 1975, el Dr. Don Manuel Reimóndez Portela, con la ayuda de los vecinos, construyó un edificio que imita un fuerte, este edificio se hizo con la iniciativa de albergar comidas y reuniones. Desde el punto de vista actual apenas quedan restos del primitivo asentamiento.
Actualmente desde allí se obtiene una de las mejores vistas del valle del Ulla, además de ser un emblema no sólo de la parroquia, sino también del municipio. El 25 de julio se celebra allí la Festa do Bolo Preñado

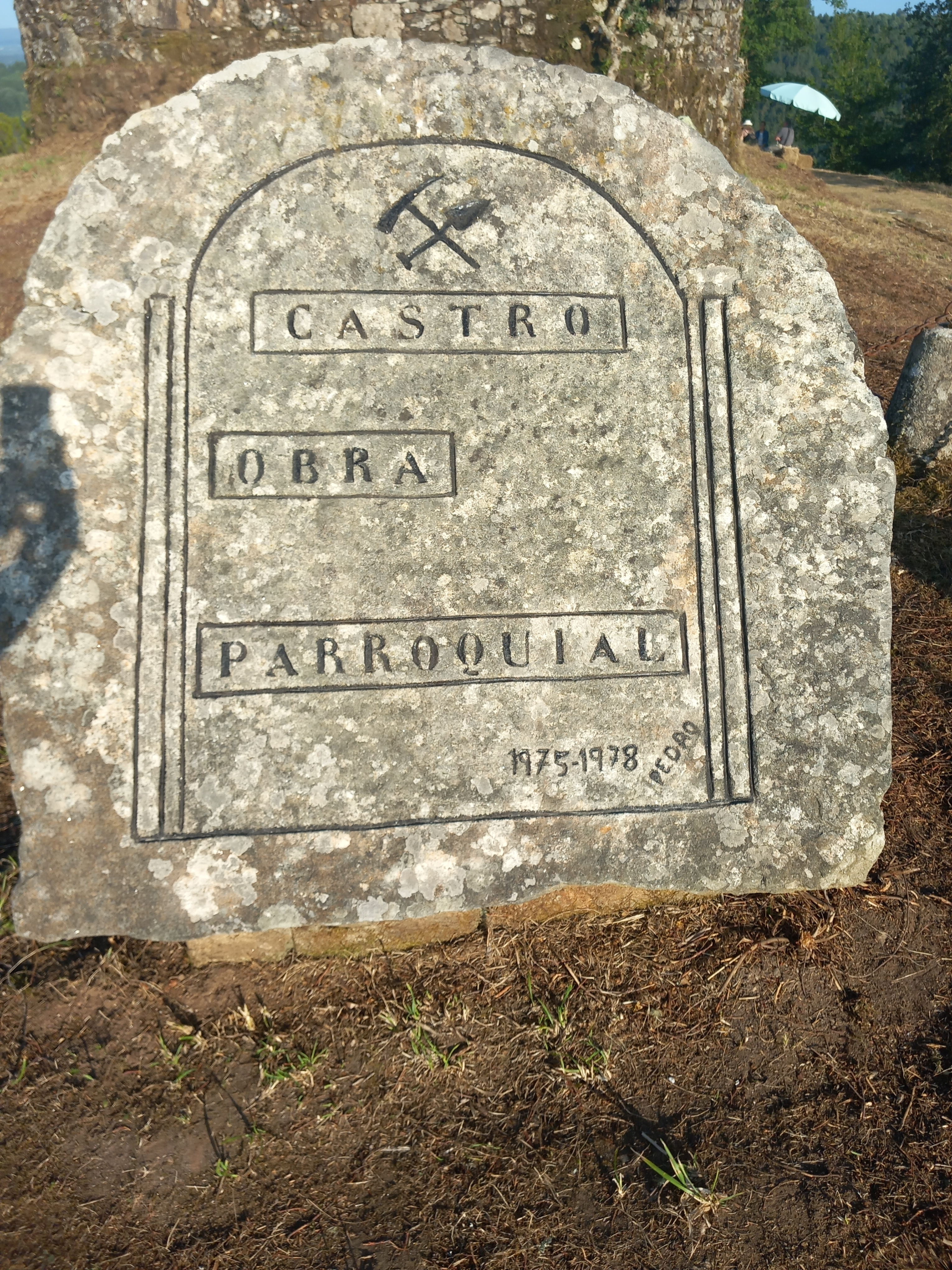
Pedra "Obra parroquial"
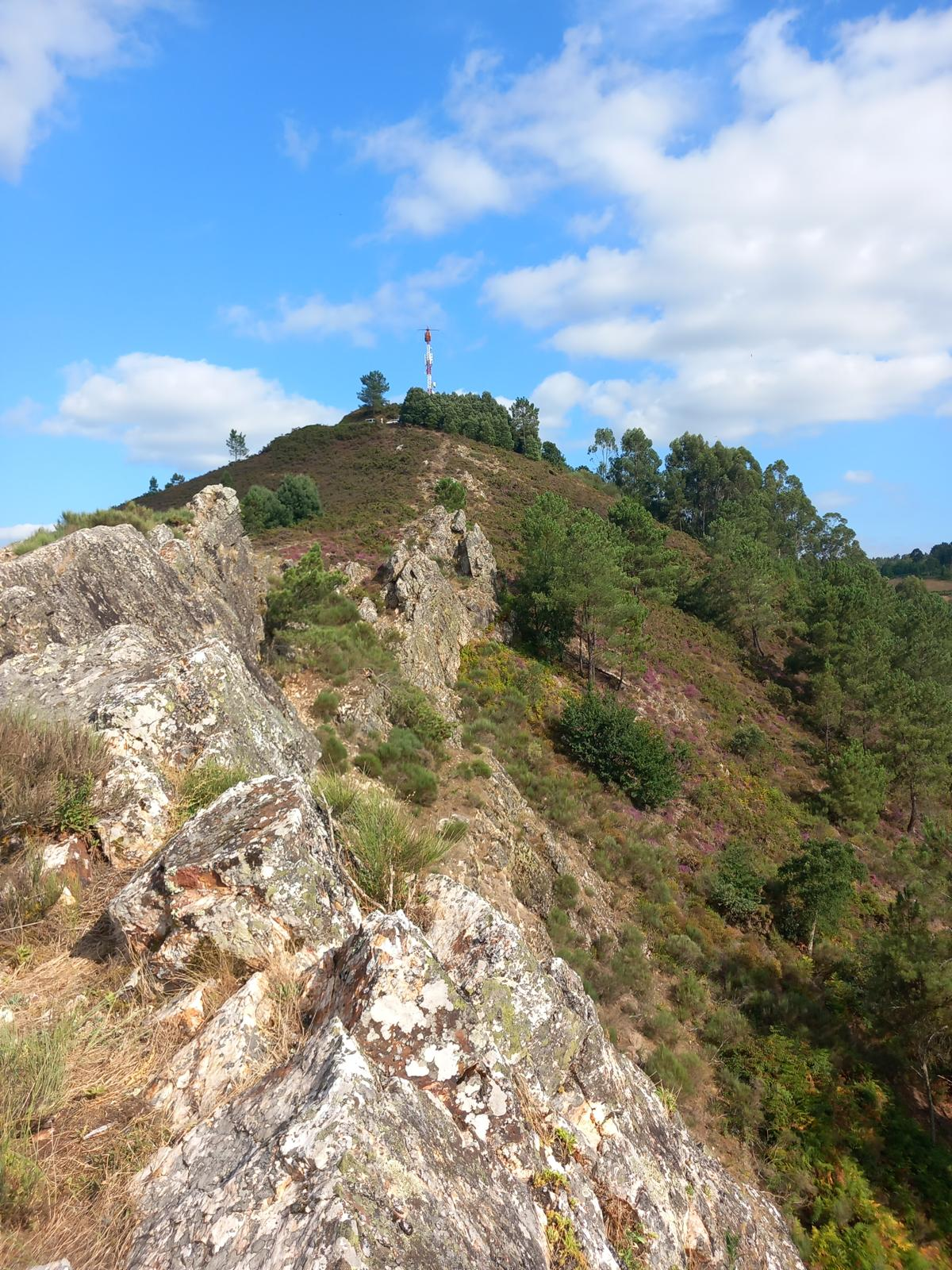
Caída do Castro cara as pontes
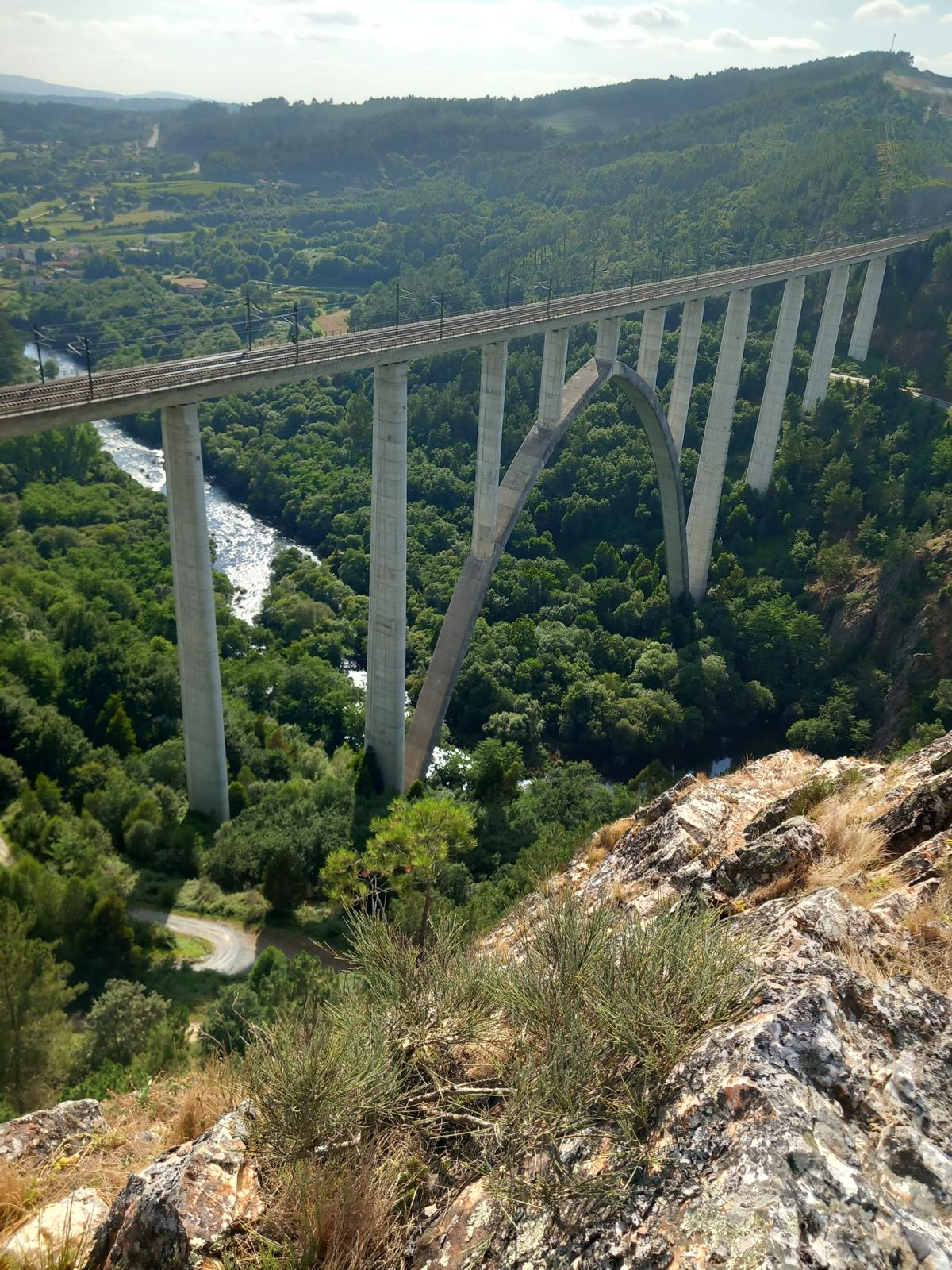
Ponte do AVE (vista dende o Castro)
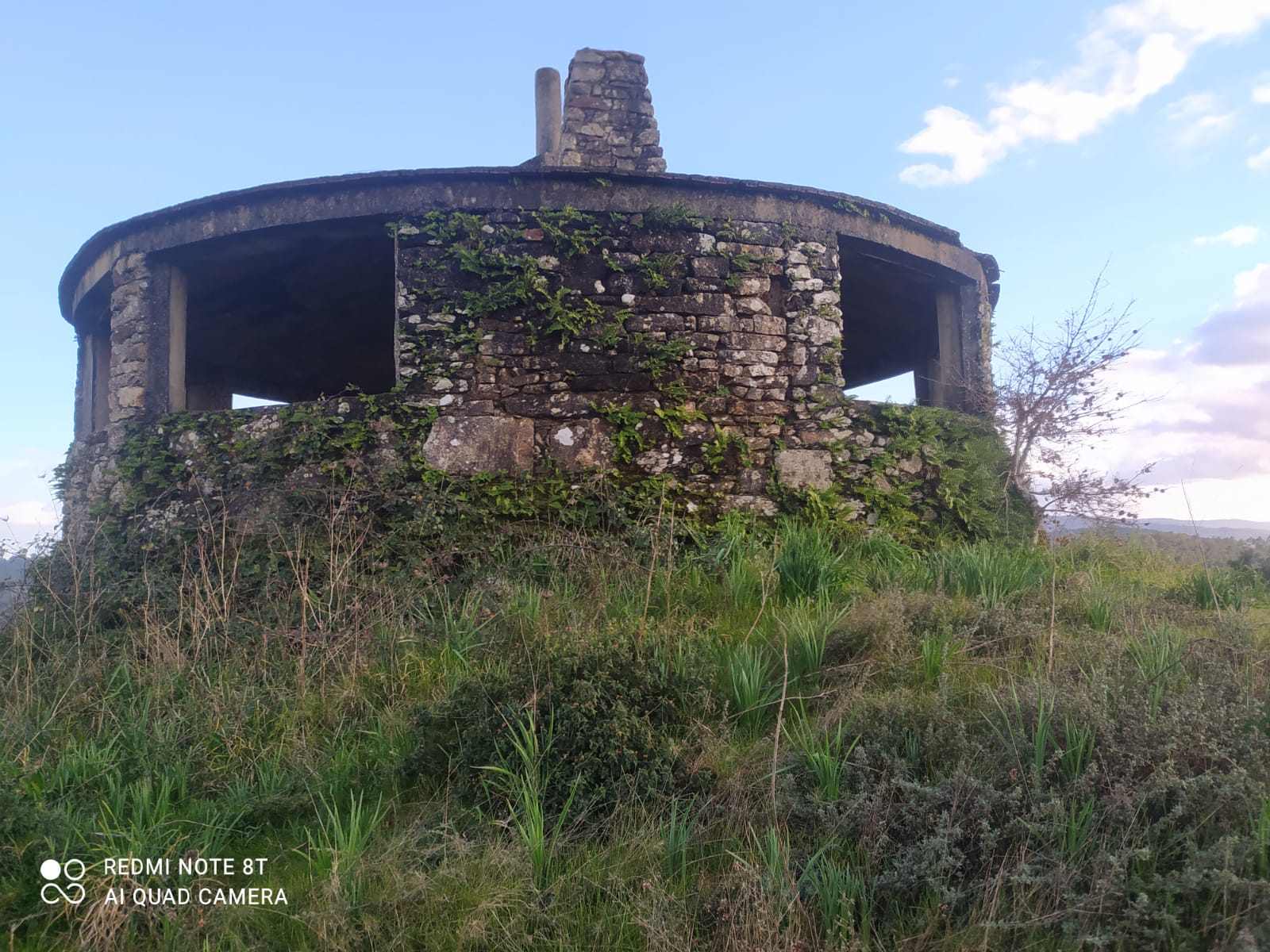
Castro

## Fiestas
| Fiesta                  | Día                             |
| ----------------------- | ------------------------------- |
| Virgen de las Angustias | 22 de abril o domingo siguiente |
| Santísimo Sacramento    | 8 de mayo o domingo siguiente   |
| Festa do Bolo Preñado   | 25 de julio                     |
| San Alberto de Sicilia  | 7 de agosto                     |
| San Miguel              | 29 de septiempbre               |
| San Roque               | 30 de septiembre                |
| Virgen del Socorro      | 1 de octubre                    |

## Lugares
| Lugares de San Miguel de Castro                                                                                    |
| --- |
| O Seixo, Lagos, Alberguería, Silva, Castro, San Miguel, Constenla, Adoufe, Prado, Ponte, Burata, Cova, Carballeira |

- Datos: Q3397049
- Multimedia: San Miguel de Castro, A Estrada / Q3397049